# Gérard de Suresnes
Pour les articles homonymes, voir Cousin.
Compléments
- Enfant : Roseline

Gérard Cousin, dit Gérard de Suresnes ou tout simplement Gérard, né le 17 juin 1961 à Puteaux et mort le 6 mai 2005 à Désertines (Allier), est un auditeur radiophonique devenu animateur sur l'antenne de la station Fun Radio.
Il anime de 1997 à 2002 une émission de radio libre intitulée Les Débats de Gérard, caractérisée par son esprit décalé, voire déjanté, une liberté de ton et surtout par la personnalité de l'animateur, ancien routier fort en gueule, inculte et « franchouillard ». À l'époque, ses interventions radiophoniques nocturnes connaissent un succès qui perdure encore aujourd'hui auprès d'une communauté de fans qui entretient sa mémoire.

## Biographie

### Origines, études et famille
Gérard Cousin naît le 17 juin 1961 à Puteaux dans les Hauts-de-Seine. Son père, violent et instable et prié de quitter le foyer juste après sa naissance et sa mère, Julienne, le confie à la DDASS à l'âge de cinq mois par manque d'argent. Gérard est le huitième enfant d'une fratrie intégralement placée à l'assistance publique.
Durant son enfance, Gérard grandit en alternance avec sa mère et différentes structures d'accueil, comme à l'ITEP de Cerçay, dans le Loir-et-Cher, près de Lamotte-Beuvron, où, adolescent, il séjourne de 1973 à 1977,.
Élève médiocre, il quitte l'école à 17 ans, sans diplôme.
À 18 ans, il fait son service militaire en Allemagne dans le 110e régiment d'infanterie.
De retour à la vie civile, il exerce quelques petits boulots de manutention puis suit une formation pour devenir chauffeur-routier, grace à l'employeur de son beau-père Louis.
Installé à Lyon et âgé de 28 ans, il rencontre Éliane. De leur union naît une fille prénommée Roseline.
Devant la difficulté que Gérard rencontre à garder un emploi, le couple déménage à Suresnes, s'installant dans un premier temps chez sa mère, puis se marie en décembre 1990. Gérard et Éliane s'installe ensuite dans un HLM de la cité Carnot à Suresnes.
Le 5 janvier 1993, à l'âge de 32 ans, trois ans après ses débuts de chauffeur-routier, il est victime d'un accident de la route au volant de son camion 19 tonnes sur une route départementale verglacée entre Dourdan et Rouen. Immobilisé en travers de la chaussée après avoir perdu le contrôle de son véhicule, il est percuté par un semi-remorque arrivant en sens inverse. Lors du choc, il est grièvement blessé. Il reste hospitalisé plus de six mois, se fait opérer de la hanche et poser une broche à la jambe droite.
Reconnu travailleur handicapé, il ne peut plus conduire de poids-lourds, porter des charges ni monter sur des échafaudages. Dépourvu de diplômes, il ne parvient pas à accéder à des postes administratifs compatibles avec son handicap.
Inquiète de l'addiction que Gérard cultive pour l'alcool, Éliane souhaite retourner vivre prés de ses parents. Cette dernière déménage avec Roseline dans un HLM à Lyon, mais Gérard ne souhaite pas les rejoindre. 
En avril 1996, le divorce du couple est prononcé aux tort exclusif de Gérard, qui n'obtient aucun droit de visite sur sa fille.

### Débuts à Fun Radio
Sans emploi et isolé, Gérard trouve refuge dans l'écriture de poèmes parlant d'amour ou de l'être aimé.
Auditeur assidu des émissions de libre antenne nocturnes de Fun Radio du début des années 1990, il appelle la radio et commence à réciter ses poèmes à l'antenne dès l'année 1993, depuis une cabine téléphonique située à proximité de son domicile, cité Carnot à Suresnes.
C'est dans l'émission nocturne de Max qu'il acquiert une certaine popularité. Lors de ses passages à l'antenne, il récite des poèmes loufoques, aux titres aussi évocateurs que Mon papillon, Mon crouton ou Ma bibi, regroupés sous le terme générique des Poèmes de Gérard et dont la structure s'appuie sur la répétition d'un même début de phrase qui est une figure de style appelée anaphore.
Dans un premier temps, Max le prend à l'antenne pour se moquer de lui. Rapidement toutefois, il prend conscience que « c'est un mec qui est malheureux, qui n'est pas bien, que les poèmes qu'il me lit sont pour lui vrais et sincères. Donc j'inverse la vapeur avec les auditeurs et je le mets sur un piédestal. Pendant un an et demi il m'a appelé tous les soirs, c'est devenu une véritable star ».
En quête de personnages atypiques et burlesques, Max lui ouvre l'antenne de son émission Max le Star System et, après plusieurs mois, finit par le convaincre de venir dans les studios de la radio. Leur rencontre a lieu le 16 octobre 1996 à 3 heures 15 du matin dans une ambiance survoltée devant les anciens locaux de Fun Radio, avenue du Général-de-Gaulle à Neuilly-sur-Seine.

### Une notoriété nationale
Fin 1996, Gérard se voit offrir sa propre émission de radio libre hebdomadaire, tous les jeudis soirs après minuit, dans laquelle il anime des débats sur les thèmes de son choix, avec une relative liberté d'action, Max ayant décidé de ne pas être présent dans le studio pendant les débats.
Les Débats de Gérard proposent des thèmes variés, certains loufoques (débat sur les slips jaunes, les ascenseurs, les aspirateurs) ou collant à l'actualité médiatique (le décès de Lady Di, les catastrophes naturelles, la Coupe du monde de football). D'autres abordent de vrais sujets de société, comme la prostitution, la politique ou le chômage, mais de façon très libre et décalée. Les thèmes chers à Gérard reviennent souvent, en particulier le monde de la route, les routiers et la CB, qui constituent sa zone de confort.
Bien qu'officiellement animateur en chef des Débats, Gérard n'est contractuellement qu'assistant d'antenne, systématiquement entouré d'une équipe d'animateurs radio chevronnés.
Celle-ci se structure progressivement autour d'un trio composé de Manu, Phildar et Reego, surnommé la Dream Tize. Les deux premiers, alternant réalisation et standard de l'émission, se chargent d'énerver Gérard tandis que le troisième tente de canaliser sa colère, de « calmer le débat » en le faisant réagir aux questions ou remarques des internautes de l'IRC. Le trio officie sur une période considérée par beaucoup de fans comme l'âge d'or des Débats de Gérard.
Que les initiatives viennent de l'équipe, des auditeurs ou des animateurs radio intervenant à l'antenne sous un pseudonyme, tous les prétextes sont bons pour tourner Gérard en dérision, le faire sortir de ses gonds, « faire gueuler le moustachu » , lui « casser son débat » : son passé de chauffeur-routier (et les clichés que véhicule cette profession souvent décriée), sa maîtrise approximative de la langue française, ses gros problèmes d'hygiène, ses conquêtes amoureuses ou ses « lapins », son penchant récurrent pour les boissons alcoolisées, son manque de culture générale et son incompréhension de la plupart des thèmes de débats, etc.
Lorsque Gérard lui demande s'il a bien compris le sens des Débats, Tony, un auditeur intervenant régulièrement, résume à sa façon le concept de l'émission en lui répondant : « Toi tu poses des questions débiles et nous on essaie d'y répondre encore plus débilement. Un challenge, un putain de challenge ! ».
Le sens de l'humour, de la répartie, une maîtrise du second degré sont quelques-unes des qualités qui permettent à des auditeurs et auditrices d'être sélectionnés par les standardistes à l'antenne, et pour un petit nombre d'entre eux, de devenir des « habituels », véritable bête noire de Gérard. En 1998, grâce à Fun Radio, Gérard effectue un séjour de 3 jours à New York aux États-Unis afin d'assister à l'avant-première mondiale du film américain Godzilla au Madison Square Garden. Il visita également l'Empire State Building et la Cinquième Avenue. Dans l'émission de Max, Gérard rencontre et discute avec quelques célèbres animateurs et comédiens comme Jean-Luc Delarue, Cyril Hanouna, Franck Dubosc, Jean-Paul Rouve, les frères Bogdanov, etc.
Fortement alcoolisé selon Sandy, sa compagne à l'époque, il provoqua un accident de voiture le 14 juillet 2001. Celle-ci l'aurait alors quitté pour un dénommé François, avec qui elle refait sa vie. Elle reproche à l'antenne que Gérard s'est servi de sa carte bancaire à son insu, alors qu'elle était hospitalisée à la suite de l'accident.
Après une longue absence, Gérard fait son retour à l'antenne le 4 février 2002 à la grande joie de Max. Les débats redémarrent avec une équipe recomposée, à l'exception de Manu, rescapé de feu la Dream Tize. Les habituels reprennent du service. Mais la reprise est de courte durée, la fin définitive intervient quelques mois plus tard en plein milieu d'un débat sur le bizutage.

### L'éviction de l'antenne
Dans la nuit du 30 au 31 octobre 2002, pendant le débat sur le bizutage, Gérard prononce « Aïe Hitler » ou bien « Heil Hitler », selon les interprétations, à la stupéfaction des membres de l'équipe technique qui étaient alors hilares. L'équipe réprimande Gérard, puis le réalisateur et le producteur lui enjoignent de s'excuser, ce qu'il fait dans la seconde : « Oui je m'excuse auprès des auditeurs de ce que je viens de dire, voilà je retire ma parole », à quoi il ajoute « à bon entendeur salut, pour celui qui n'a pas compris ce que cela voulait dire ». Considérant l'incident clos, il s'apprête à poursuivre le débat mais Manu, le réalisateur, coupe l'émission pour faire place à une pause musicale. Durant cette pause, la direction contacte l'équipe et lui signale que le débat ne continuera pas.
La sanction est immédiate et sans appel. À la suite de son dérapage verbal, l'animateur est définitivement évincé de Fun Radio.
Dans un communiqué publié quelques semaines plus tard, le Conseil supérieur de l'audiovisuel (CSA) revient sur le dérapage verbal de Gérard (en retranscrivant la formule par « Heil Hitler », et non « Aïe Hitler »), et salue la réaction de la station, estimant que celle-ci a su gérer l'incident d'antenne de manière efficace.

### Dernières années et décès

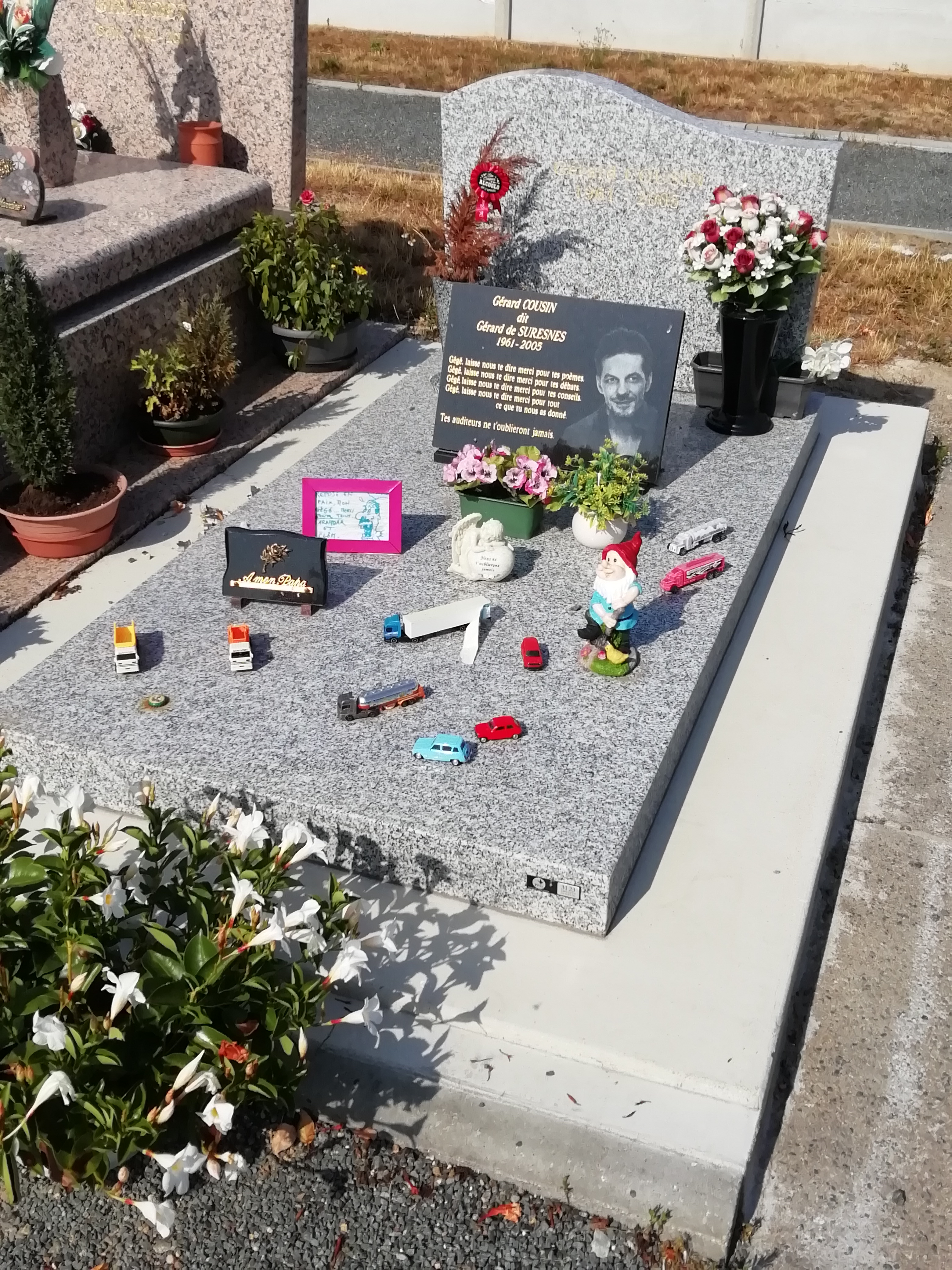
Tombe de Gérard Cousin au cimetière de Désertines.

Sans emploi ni perspective de reconversion, Gérard quitte la banlieue parisienne. Début 2003, il s’installe à Montluçon, dans l’Allier. Mais, isolé, il ne parvient pas à tourner la page. Le 6 mai 2005, il meurt à Désertines, emporté par un cancer des poumons diagnostiqué seulement un mois auparavant. Désargenté, sans famille connue au moment de son décès, il est enterré dans le carré des indigents du cimetière de la commune,, dans la banlieue de Montluçon.
Au lendemain de son décès, Max, l'animateur radio qui l'avait fait découvrir au grand public, lui rend un rapide hommage à l'antenne.
Un groupe de ses anciens auditeurs et fans, apprenant le décès de Gérard, se cotise pour payer une plaque commémorative.

## Postérité
Une communauté de fans très active sur les blogs et les réseaux sociaux (pages et groupes Facebook) continue à lui rendre hommage.
Plusieurs sites internet de streaming audio mettent à disposition la quasi intégralité des interventions radiophoniques de Gérard.
Sur YouTube, une communauté est également très active avec notamment les chaînes de « Petit Tonnerre », « Brochette Mystère » et « les Archives de Gérard de Suresnes ». Il est également possible de visionner les émissions filmées (principalement la saison 1997 - 1998). Deux vidéos, y expliquent le concept des Débats aux néophytes. En plus des auditeurs de l'époque, il existe en effet un public ayant découvert l'émission post mortem.
Deux émissions de radio lui ont par ailleurs été entièrement consacrées, la première sur Radio Campus Paris en avril 2006 réunissant les principaux habituels des débats et quelques membres de l'équipe des débats. Une seconde en mai 2013 à l'occasion du huitième anniversaire de son décès sur la webradio Les Sales Gueules, à l'initiative de Manu, Reego et Autentik.
Une cagnotte Leetchi lancée par une fan en septembre 2016 permet de collecter un peu plus de 5 000 euros pour procéder, avec l'accord de sa fille devenue majeure, à l'exhumation et la réinhumation de la dépouille de Gérard dans une tombe à son nom le 7 juillet 2017 à Désertines, près de Montluçon.
Dans l'édition de son roman Dari Valko, un doigt de politique publié en 2014, Ben Orton rend hommage à Gérard de Suresnes en citant en ouverture du livre un de ses poèmes.
En septembre 2024, le journaliste Thibault Raisse, publie une biographie sur la vie de Gérard de Suresnes intitulée Le Con de minuit aux éditions Denoël.

### Discographie
- Max Le Star System (best Of), album édité en disque compact et musicassette par La Tribu, 12 juin 1998.